# Pelléas et Mélisande (Maeterlinck)
Pelléas et Mélisande è un dramma simbolista di Maurice Maeterlinck, scritto nel 1892, che ha come argomento l'amore proibito e predestinato dei personaggi del titolo.
Il dramma è alla base di svariate opere musicali, tra cui la più conosciuta è forse l'opera Pelléas et Mélisande di Claude Debussy. Precedentemente, però, anche Fauré, nel 1898, aveva composto dei pezzi di musica di scena per questo dramma, da cui era in seguito stata estratta la suite Pelléas et Mélisande, come anche in seguito Schönberg nel 1902 e Sibelius nel 1905.